# Rhinophis philippinus
Rhinophis philippinus är en ormart som beskrevs av Cuvier 1829. Rhinophis philippinus ingår i släktet Rhinophis och familjen sköldsvansormar. Inga underarter finns listade i Catalogue of Life.
Arten förekommer i kulliga områden i centrala Sri Lanka. Utbredningsområdet ligger 400 till 700 meter över havet. Honor lägger inga ägg utan föder levande ungar.
Georges Cuvier antog att individen som han använde för artens vetenskapliga beskrivning kom från Filippinerna.